# John Porter Hatch
John Porter Hatch (Oswego, 9 de janeiro de 1822 — Nova Iorque, 12 de abril de 1901) foi um militar de carreira americano que serviu como general no Exército da União durante a Guerra de Secessão. Recebeu uma Medalha de Honra por bravura na ação de setembro de 1862 , na batalha de South Mountain durante a Campanha de Maryland.

## Juventude e carreira
Hatch nasceu em Oswego, Nova Iorque, filho de Moses Porter e de Hannah (Reed) Hatch. Graduou-se na Academia Militar dos Estados Unidos da América em 1845, classificado em 17º na sua turma. Vivenciou seu primeiro serviço ativo no campo de batalha como segundo-tenente no 3º Regimento de Infantaria durante a Guerra do México. Em maio de 1846, serviu sob o comando do general Zachary Taylor em Palo Alto e Resaca de la Palma. Mais tarde, foi transferido para servir sob o comando de Winfield Scott nos Rifles Montados. Foi promovido a primeiro-tenente por heroísmo demonstrado nas batalhas posteriores de Contreras e Churubusco, e a capitão por bravura em Chapultepec.
Quando a guerra terminou, Hatch foi designado para ocupar vários postos na fronteira do Velho Oeste, bem como em Oregon. Casou-se com Adelaide Goldsmith Burckle em 1851; o casal teve dois filhos. Na década seguinte, Hatch participou de várias expedições contra as tribos de nativos americanos. Foi promovido a capitão pleno em outubro de 1860 e serviu como Chefe do Comissariado para o Departamento do exército do Novo México.

## Guerra de Secessão

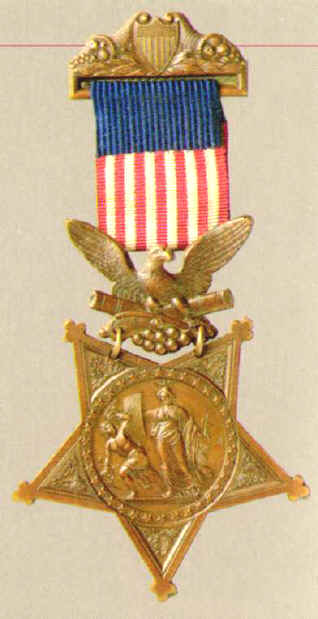
Hatch foi condecorado com a Medalha de Honra do Exército por bravura por suas ações no ataque em Turner's Gap. Sua citação diz: "Foi gravemente ferido enquanto liderava uma das suas brigadas no ataque sob fogo pesado do inimigo".

Após a eclosão da Guerra de Secessão, Hatch foi enviado para o Leste e designado para servir na cavalaria sob o comando de George B. McClellan. Foi promovido a brigadeiro-general de voluntários em 28 de setembro de 1861. Em dezembro, foi-lhe atribuído o comando de uma brigada de cavalaria baseada em Annapolis, Maryland, servindo sob o comando do general Rufus King. A brigada de Hatch efetuou uma série de ataques ousados sobre posições inimigas perto dos rios Rapidan e Rappahannock.
Em março de 1862, Hatch assumiu o comando da cavalaria do V Corpo de exército sob o comando do major-general Nathaniel Prentice Banks. Serviu na Campanha do Vale de Jackson e lutou na Primeira Batalha de Winchester. Em agosto daquele ano, após incorrer na ira do comandante de exército John Pope por duas incursões de cavalaria fracassadas, foi rebaixado para a infantaria. Comandou uma brigada do I Corpo de exército na Segunda Batalha de Bull Run, onde foi ferido, mas logo se recuperou. Hatch comandou uma divisão no ataque do I Corpo de exército em Turner's Gap, em South Mountain, onde foi baleado na perna e teve dois cavalos montados mortos. Foi promovido a general de voluntários e, posteriormente, recebeu a Medalha de Honra por sua coragem sob fogo inimigo severo.
Hatch foi dispensado até fevereiro de 1863, quando voltou para executar funções administrativas leves, servindo como juiz em cortes marciais e comandando o projeto para a reunião na Filadélfia, em julho. Administrou depois o depósito da cavalaria em St. Louis durante o final do verão e início do outono. Em 27 de outubro de 1863, foi promovido para o Exército Regular no posto de major do 4ª Regimento de Cavalaria.
Em 1864, foi designado para o Departamento do Sul, onde ficou encarregado da divisão da costa. Estava encarregado das operações em Johns Island, Carolina do Sul, em julho e conduziu as forças federais na Batalha de Honey Hill, em novembro. Posteriormente, operou em cooperação com o major-general William Tecumseh Sherman na Campanha Geórgia-Carolinas e participou do ataque contra Charleston. Após a rendição da cidade, Hatch assumiu o comando militar dela de fevereiro a agosto de 1865.
Nas promoções coletivas após a guerra, foi promovido a partir de março 1865 tanto como general de voluntários, como coronel do Exército Regular.

## Carreira pós-guerra
Hatch ficou no Exército regular após a guerra, revertendo para sua patente regular de major. Pelos próximos vinte e seis anos, serviu novamente na fronteira, ocupando postos em Forte Concho, em San Angelo, Texas, no território Indígena, no território de Montana e, finalmente, no território de Washington. Foi promovido a tenente-coronel em 1873. Oito anos mais tarde, tornou-se coronel do 2.º Regimento de Cavalaria.
Aposentou-se em 9 de janeiro de 1886, e se mudou para a Cidade de Nova Iorque. Recebeu a Medalha de Honra em 1893, em reconhecimento por seus serviços em South Mountain. Hatch foi presidente do Aztec Club de 1847 de Nova Iorque e membro da Sociedade Histórica do Condado de Oswego.
John Porter Hatch morreu em Nova Iorque na primavera de 1901. Foi sepultado com honras militares no Cemitério Nacional de Arlington.